# Krzeszowice
Krzeszowice is een stad in het Poolse woiwodschap Klein-Polen (pl. Małopolska), gelegen in de powiat Krakowski. De oppervlakte bedraagt 16,84 km², het inwonertal 9993 (2005).